# Sarah C. Darwin
Sarah Catherine Vogel de Darwin (1964) es una botánica y exploradora inglesa, especialista en Solanum lycopersicum
Ha trabajado y se ha desarrollado científicamente en el "Departamento de Biología, Laboratorio Galton", University College Londres; y en "Departamento de Botánica, Museo de Historia Natural de Londres.

## Algunas publicaciones
- Darwin, SC; S Knapp; IE Peralta. Taxonomy of tomatoes in the Galápagos Islands: native and introduced species of Solanum section Lycopersicon (Solanaceae). Syst. Biodiv. 1(1): 29-53
- 2006. Knapp, S; SC Darwin. Proposal to conserve the name Solanum cheesmaniae (L. Riley) Fosberg against S. cheesemanii Geras. (Solanaceae). Taxon 55 (3 ): 806 ISSN 0040-0262

- La abreviatura «S.C.Darwin» se emplea para indicar a Sarah C. Darwin como autoridad en la descripción y clasificación científica de los vegetales.[3]

## Fuente
- Desmond, R. 1994. Dictionary of British & Irish Botanists & Horticulturists includins Plant Collectors, Flower Painters & Garden Designers. Taylor & Francis & The Natural History Museum, Londres.